# Samsung Galaxy Note 20
 O Samsung Galaxy Note 20 (estilizado e comercializado como Samsung Galaxy Note20) é uma linha de Phbletes com sistema operacional Android projetada, desenvolvida, produzida e comercializada pela Samsung para sua série Samsung Galaxy Note, sucedendo o Galaxy Note 10. Os aparelhos foram anunciados no dia 5 de agosto de 2020 junto com o Samsung Galaxy Z Fold 2, o Galaxy Watch 3, o Galaxy Buds Live, o Galaxy Tab S7 e S7 Plus durante o evento Unpacked da Samsung.

## Especificações

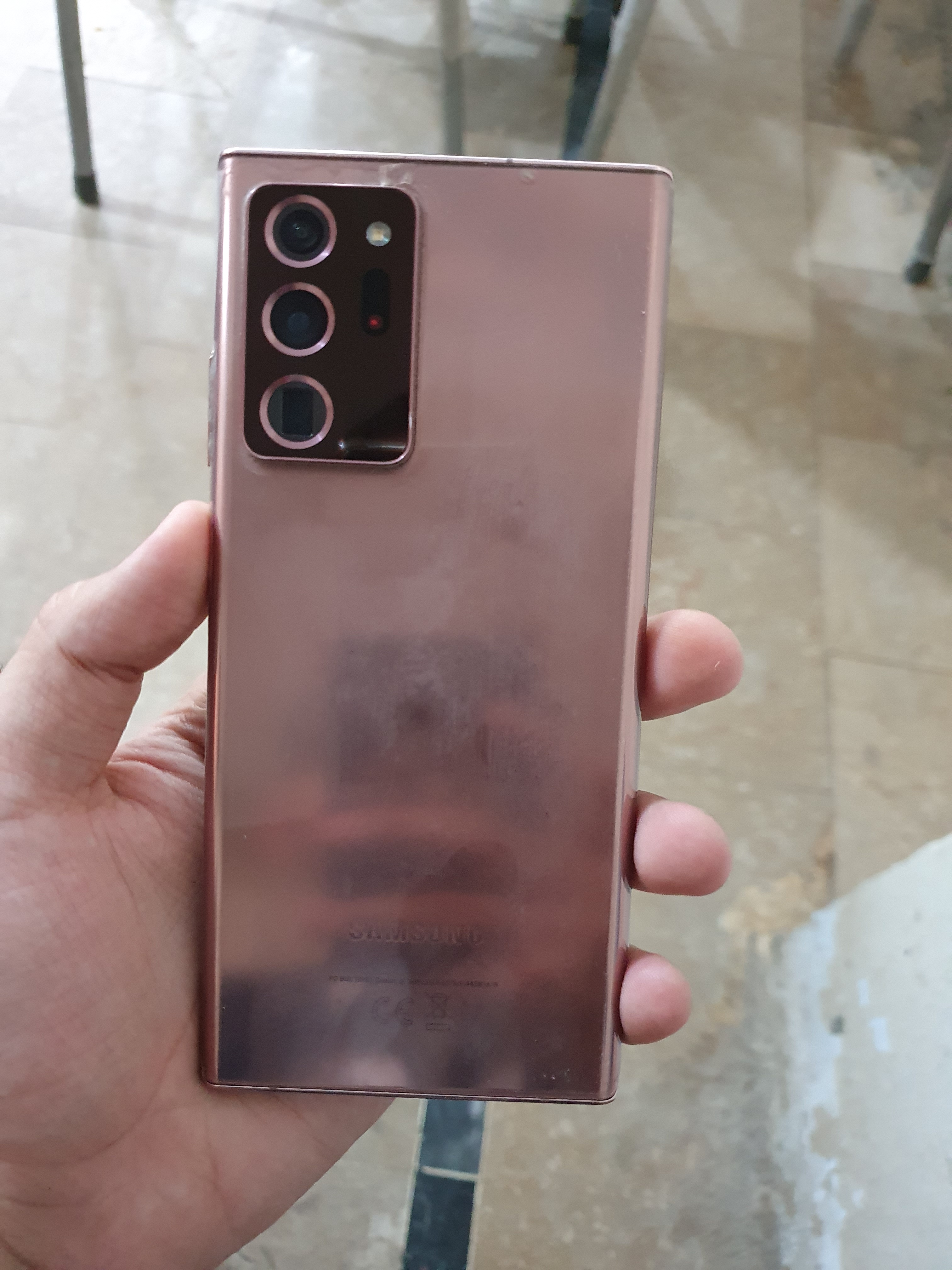
Parte traseira de um Samsung Galaxy Note 20 Ultra Mystic Bronze

### Hardware

#### Chipsets
A linha Galaxy Note 20 é composta por dois modelos com várias especificações de hardware; os modelos internacionais do Note 20 (modelos presentes no mercado Brasileiro), utilizam o chip Exynos 990, enquanto os modelos americanos utilizam o Qualcomm Snapdragon 865+. Ambos os chips são baseados em uma tecnologia de processamento de 7 nanômetros.

#### Tela
O Galaxy Note 20 não possui uma tela curva como a encontrada no Note 20 Ultra. O Note 20 e o Note 20 Ultra apresentam um display de 1080p com 6,7 polegadas e 1440p com 6,9 polegadas, respectivamente. Ambos usam tela AMOLED com suporte a HDR10 + e tecnologia de "mapeamento de tom dinâmico", comercializado como Super AMOLED Plus para o Note 20 e Dynamic AMOLED 2X para o Note 20 Ultra. O Note 20 tem uma taxa de atualização fixa de 60 Hz, no entanto, o Note 20 Ultra oferece uma taxa de atualização variável de 120 Hz. As configurações têm duas opções, 60 Hz e outra adaptável, em que o smartphone ajusta dinamicamente a taxa de atualização com base no conteúdo que está sendo exibido. O modo adaptável é limitado a uma resolução FHD, exigindo que os usuários alternem para o modo 60 Hz para habilitar a resolução QHD. Ambos os modelos utilizam um sensor ultrassônico de impressão digital na tela.

#### Armazenamento
A memória RAM é de 8 GB, combinada com 128 ou 256 GB de armazenamento interno. O Note 20 Ultra possui opções adicionais de 12 GB de RAM e 512 GB de armazenamento e pode ser expandido até 1TB através do slot para cartão microSD.

#### Bateria
O Note 20 e o Note 20 Ultra usam baterias de íon de lítio não removíveis, com 4300 mAh e 4500 mAh respectivamente, cada uma com até 25 Watts de potência de carregamento.
O carregamento por indução Qi está disponível, bem como a capacidade de carregar outro dispositivo compatíveis com a mesma tecnologia Qi a partir da própria bateria do Note 20, que tem a marca "Samsung PowerShare"; o carregamento com fio é por meio de cabo tipo USB-C de até 25 W.

#### Conectividade
A dupla de aparelhos vem com conectividade padrão 5G, embora algumas regiões possam ter LTE especial ou variantes, apenas abaixo de 6 GHz, e ambos chegam ao mercado sem a entrada P2.

#### Conjunto de câmeras
O Note 20 apresenta especificações de câmera semelhantes às do Samsung Galaxy S20, que incluem um sensor de 12 MP, um sensor de telefoto de 64 MP e um sensor ultra grande angular de 12 MP. A câmera telefoto suporta zoom óptico híbrido 3X e zoom híbrido 30X.
O Note 20 Ultra possui uma configuração de câmera mais avançada do que na versão comum, que inclui um sensor de 108 MP, um sensor telefoto periscópico de 12 MP e um sensor ultra grande angular de 12 MP. A câmera telefoto suporta zoom óptico de 5X e zoom híbrido de 50X. O foco automático a laser também está presente.
O sensor telefoto do Note 20 e o sensor ultra wide do Note 20 Ultra usam combinação de pixels para produzir imagens de alta qualidade em uma resolução padrão, com o sensor grande angular usando tecnologia Nonacell que agrupa 3x3 pixels para capturar mais luz.
A câmera frontal conta com um sensor de 10 MP e pode gravar vídeos 4K e em até 60 quadros por segundo.

#### S-Pen
A S-Pen tem melhor latência em 26ms no Note 20 e 9ms no Note 20 Ultra, reduzida de 42ms no Note 10 e Note 10+. Além disso, ela ganha cinco novos comandos por gestos que funcionam utilizando acelerômetros e giroscópio. A vida útil da bateria também foi melhorada de 10 para 24 horas.

### Software
Os dispositivos foram fornecidos com Android 10 e One UI 2.5. E recebeu Android 13 com One UI 5.0 em março deste ano.

## Parceria com Xbox
A Samsung firmou uma parceria com o Xbox para oferecer jogos do console no Note 20. Em alguns mercados, o Galaxy Note 20 será oferecido com três meses de jogos gratuitos da plataforma, juntamente com um controle de jogo do Xbox. Os jogos do Xbox podem ser reproduzidos do telefone para a TV. Mais de 90 jogos do Xbox podem ser reproduzidos no Note 20.